# Saison 1 de Game of Thrones
Chronologie
Saison 2

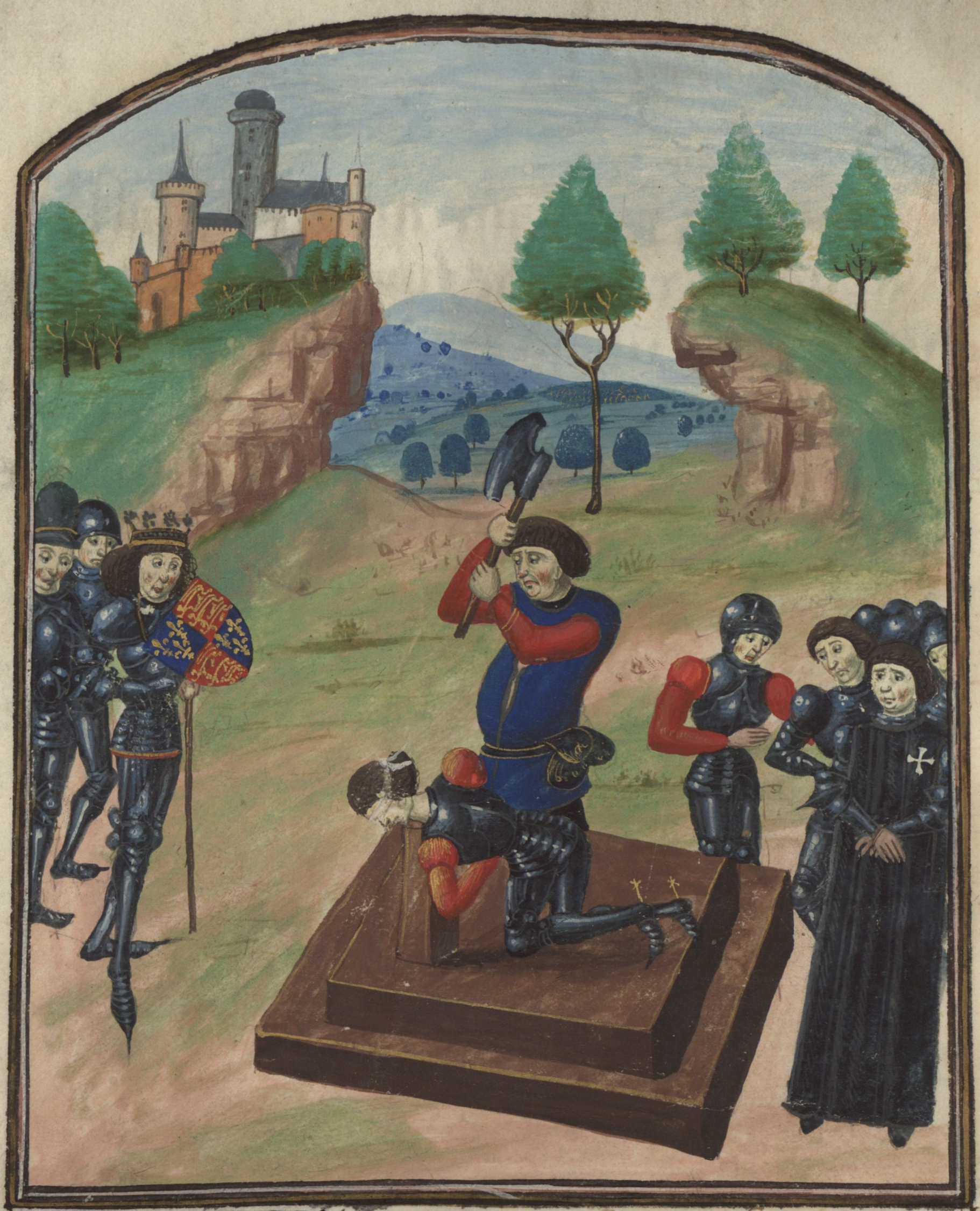

Cet article présente la première saison de la série télévisée américaine de fantasy épique Game of Thrones diffusée pour la première fois sur HBO du 17 avril au 19 juin 2011, le dimanche à 21 h. Composée de dix épisodes d'une durée d'environ 52 minutes, elle est adaptée de A Game of Thrones, le premier volume de la saga A Song of Ice and Fire (traduit en français sous le titre Le Trône de fer) de George R. R. Martin.
L'histoire se déroule dans un univers fictif composé de deux continents : Westeros à l'ouest et Essos à l'est. Il n'y a pas de repère spatio-temporel identifiable par le téléspectateur. Comme c’est généralement le cas dans les œuvres d’heroic fantasy, quand on passe d’un lieu à un autre, on passe d’une époque à une autre. Protohistoire à l’extrême Nord du continent de Westeros, zone toujours enneigée, chez les « Sauvageons » qui ignorent l’écriture et l'agriculture. Antiquité et proche-orient à Essos (pyramides, esclavage, gladiateurs, chaleur et désert). Moyen Âge, à Westeros, dans les provinces du Nord et du centre du « Royaume » (châteaux forts, hameaux de paysans, absence de ville). Renaissance et climat méditerranéen plus au Sud, notamment dans la prospère et grouillante capitale. Dans l'autre continent principal, Essos, on trouve des civilisations pratiquant l'esclavage (interdit à Westeros) et ressemblant à l’Égypte antique ou à la civilisation babylonienne.
Cette saison 1 nous raconte le début d’une longue et sanglante guerre de succession dont l’enjeu est le trône de ce royaume. Le Royaume des Sept Couronnes, dont la capitale est Port-Réal, est constitué de sept provinces régies par des « maisons » dont la plupart des chefs aspirent à monter sur le trône. La mort du roi aiguise les appétits. Ce royaume occupe tout le sud du continent de Westeros et une grande partie du nord. La limite nord du royaume est matérialisée par un gigantesque mur de glace qui protège le royaume de plusieurs créatures potentiellement dangereuses ; celui-ci est surveillé et entretenu par la Garde de Nuit, une organisation militaire officielle qui vise à protéger le mur et le royaume des menaces du grand Nord. Au-delà du mur vit le Peuple Libre, appelé « Sauvageons » par les habitants du royaume, qui tentent de le franchir depuis longtemps. Un peu avant le début de la saga, les Sauvageons s'organisent pour fuir des créatures mythiques et très dangereuses que l'on pensait être des légendes, ou disparues depuis plusieurs millénaires, les « Marcheurs blancs ». À l’est, au-delà d’un détroit, se trouve le continent d’Essos sur lequel une jeune princesse en exil prépare son retour.

## Synopsis
À la suite de l'assassinat de Jon Arryn, la « Main » (premier ministre) du Roi, son successeur à ce poste, Eddard Stark (dit Ned), gouverneur du « Nord », dont la citadelle est Winterfell, découvre, peu après sa prise de fonctions dans la capitale, que les enfants du roi : Joffrey, Tommen et Mircella Baratheon, sont en fait le fruit de la relation incestueuse de la reine, Cersei, de la maison Lannister, avec son frère jumeau Jaime Lannister, membre de la garde royale. La mort du roi Robert, de la maison Baratheon, lors d’un accident de chasse, survient peu de temps après. Ned décide d'informer le frère cadet de Robert, Stannis Baratheon que pour l'instant, la couronne lui revient de droit, étant l'aîné des Baratheon encore vivants.
Au Royaume des Sept Couronnes, le monarque est habituellement assisté par un « conseil restreint » présidé par sa « Main ». Il est composé, au moment de la mort du roi, de son plus jeune frère, Renly Baratheon, et de trois personnages de plus modeste extraction mais supposés compétents et assurément habiles : le vénérable Grand mestre Pycelle, l’eunuque Varys, « maître des Chuchoteurs » (informateurs) et le Grand Argentier, Petyr Baelish, ambitieux et riche propriétaire de maisons de plaisirs à Port-Réal. Dès l’annonce de la mort du roi, le jeune Renly tente de s’emparer de la couronne, en sollicitant l’aide de Ned Stark. Il est plus populaire que le taciturne Stannis, il a l’appui de la puissante maison Tyrell et il est présent à la capitale, il peut donc faire échec à la famille Lannister qui ne saurait tarder à se manifester. Ned refuse, les Lannister frappent : grâce à la trahison de Baelish, ils disposent d’assez d’hommes pour procéder à l'arrestation de Ned et le faire emprisonner. Sansa implore Joffrey, héritier du trône, de faire libérer son père, ce dernier accepte à condition que celui-ci reconnaisse sa légitimité de souverain et avoue qu'il a tenté de conspirer contre la couronne et de trahir le roi. Ned refuse d'abord, ne voulant pas assumer des crimes qu'il n'a pas commis, mais finit par accepter pour assurer la protection de ses filles détenues à Port-Réal. Il se rend devant la foule et reconnaît ses crimes devant le roi, la reine mère et le conseil restreint. Alors qu'il avait donné sa parole à Sansa de le laisser en vie et de l'envoyer à la Garde de Nuit, Joffrey le fait exécuter.
Le père des jumeaux Lannister, Tywin, est seigneur de Castral Roc et gouverne les « Terres de l’Ouest » . Celui-ci est déterminé, intelligent, impitoyable et sachant se faire obéir. De plus les Lannister sont extrêmement riches, grâce à leurs mines d'or. Il a aussi un autre fils, son benjamin, Tyrion, un nain buveur, jouisseur, spirituel et cultivé. Son père l’exècre viscéralement mais, quand Catelyn Tully fait prisonnier Tyrion (parce qu'elle le considère comme ayant tenté de faire tuer son fils Bran), il déclenche une guerre contre les Stark. Plus tard, il enverra Tyrion à Port-Réal en tant que Main du roi provisoire pendant qu'il dirige son armée.
Dans le Nord, Robb Stark, le fils aîné de Ned, lève une armée pour venger son père et délivrer Sansa et Arya, ses deux sœurs. Sansa, promise à Joffrey avant la mort du roi, était venue séjourner à Port-Réal, accompagnée de sa jeune sœur mais est devenue otage des Lannister après la décollation de son père. Après avoir réuni ses bannerets (vassaux) et avec l’appui du Conflans, — la province attenante à la frontière sud du Nord, tenue par la maison Tully à laquelle appartient sa mère, Lady Catelyn, ralliée à la suite des saccages de l'armée Lannister sur leur territoire — Robb vole de victoires en victoires. Lors de l'une d'entre elles, il capture même Jaime Lannister. Alors que les frères de Robert se proclament tous deux « Roi légitime », les bannerets de Robb décident de le nommer « Roi du Nord ». C’est une sécession inacceptable pour le « vrai » roi.
Cependant, de l'autre côté du Détroit, sur le continent d'Essos, une menace prend petit à petit de l’ampleur. En effet, Viserys et Daenerys de la maison Targaryen se sont exilés en Essos à la mort de leur père Aerys II « le roi fou », et ils sont vraisemblablement les deux derniers Targaryen encore en vie. A Pentos, avec l'aide de leur hôte Illyrio Mopatis, Viserys force Daenerys à épouser Khal Drogo, un des chefs d'un peuple de nomades, pillards et guerriers redoutables appelés Dothrakis, orchestré par Viserys dans le but d'obtenir leur soutien. Lors du mariage, Illyrio offrira à Daenerys trois œufs de dragon fossilisés. Alors que leur relation avait mal débuté, Daenerys finit par tomber amoureuse de Drogo, à rendre Drogo amoureux d'elle, et tombe enceinte. Si au début Viserys paraissait sain d'esprit, il se révélera aussi fou que son père, stupide et vaniteux, et, trouvant que la manœuvre de reconquête prend trop de temps, provoquera Drogo en lui réclamant la couronne qu'il lui a promis en sortant une épée dans un endroit sacré où les armes sont prohibées et en menaçant Daenerys et leur enfant à naître. Drogo finit par lui «donner» sa couronne en lui versant un seau d'or en fusion sur la tête, le tuant sur le coup. Malgré la mort de son frère, Daenerys souhaite toujours récupérer le Trône de Fer mais n'arrive pas à convaincre son époux de faire traverser le Détroit à ses hommes. À la suite d'une tentative d'empoisonnement ordonnée par le roi Robert et avortée par Jorah Mormont, un chevalier disgracié qui sert les Targaryen depuis le mariage et qui s'est attaché à la jeune princesse, Drogo revient sur sa décision et déclare vouloir envahir Westeros et raser les châteaux pour que son fils puisse régner sur l'intégralité du continent. Plus tard, après une bagarre avec l'un de ses hommes, Drogo sera légèrement blessé. Daenerys le fera soigner par une prêtresse capturée lors d'une mise à sac, qui en profitera pour empoisonner la plaie. Alors qu'il semble condamné, la sorcière prisonnière des Dothrakis dit qu'elle peut le sauver par la magie du sang, cependant, la manœuvre nécessite une vie pour ranimer Drogo. Le lendemain, Daenerys se réveille mais elle a perdu son bébé, et retrouve Drogo dans un état végétatif, la sorcière lui faisant remarquer qu'elle lui a demandé son mari en vie mais pas dans quel état : elle révèle que c'est une vengeance contre les Dothrakis qui ont massacré son village et sa famille. Daenerys étouffera finalement Drogo et le fera incinérer avec ses trois œufs de dragon, et la sorcière sera brûlée vive. Pendant le processus, Daenerys entrera dans le brasier les rejoindre. Alors que le matin se lève et que le brasier s’éteint, elle en ressort indemne et les trois œufs ont éclos, donnant naissance à trois jeunes dragons, une arme redoutable pour la future conquête de Westeros.
À la frontière septentrionale de la province du Nord se trouve « Le Mur », une gigantesque muraille de glace de 700 pieds de haut parcourant le continent d'une côte à l'autre, et qui protège le royaume de tout ce qui se trouve au-delà. La principale menace connue est les « Sauvageons », des humains qui ne savent ni lire, ni cultiver la terre, ni construire des maisons. Ils survivent dans ces contrées glacées en chassant et ils s’abritent sous des tentes. Ce rempart est défendu par la « Garde de Nuit », un corps antique qui mène une vie très austère, soumise à un entraînement intensif, le vœu de chasteté, l'impossibilité de quitter la Garde de Nuit, etc. Il est composé pour l’essentiel de coupe-jarrets, voleurs et autres violeurs en délicatesse avec la justice du royaume, mais on y trouve aussi quelques volontaires, comme Jon Snow, le fils bâtard de Ned Stark, qui a toujours rêvé d'intégrer la Garde, où il serait enfin reconnu en tant qu'individu et non bâtard d'un seigneur. Au sud, dans le royaume en guerre, on se soucie fort peu de l’insuffisance des effectifs de la Garde pour faire face aux assauts des Sauvageons qui, de plus en plus nombreux, tentent de passer le Mur au péril de leur vie. Ceux-ci semblent poussés par deux choses : d'abord l'hiver, qui s’annonce encore plus long (plusieurs années) et rigoureux que les précédents (en effet, à Westeros, il n'y a pas d'alternance entre les saisons : les étés durent quelques années et les hivers également, sans qu'on puisse savoir combien de temps ils dureront. Pendant les années d'été, les habitants peuvent vivre normalement et stocker de la nourriture en attendant l'hiver), mais également la rumeur du retour des « Marcheurs blancs » menés par le Roi de la nuit. Ce sont des créatures liées au froid qui ressuscitent les morts et que l'on croyait disparues depuis plusieurs siècles. Même les aînés de la Garde semblaient douter de cette rumeur, jusqu'à ce que le cadavre de l'un des patrouilleurs récupéré au nord du Mur ne s'anime et tente de tuer le Lord-Commandant. Face au regroupement plus qu'inquiétant des Sauvageons et à la menace que représente les Marcheurs Blancs, la Garde de Nuit décide de lancer une expédition de taille vers le nord du Mur, afin de déterminer la véracité de ces deux menaces...

## Distribution

### Acteurs principaux
- Sean Bean (VF : François-Éric Gendron) : Lord Eddard "Ned" Stark
- Mark Addy (VF : Vincent Grass) : Le Roi Robert Baratheon (épisodes 1 à 7)
- Nikolaj Coster-Waldau (VF : Damien Boisseau) : Ser Jaime Lannister / Le Régicide
- Michelle Fairley (VF : Ninou Fratellini) : Lady Catelyn Stark
- Lena Headey (VF : Laurence Bréheret) : La Reine Cersei Lannister Barathéon
- Emilia Clarke (VF : Marie Tirmont) : Daenerys Targaryen
- Kit Harington (VF : Benjamin Penamaria) : Jon Snow
- Harry Lloyd (VF : Sébastien Desjours) : le "Roi" Viserys Targaryen (épisodes 1 à 6)
- Aidan Gillen (VF : Yann Guillemot) : Lord Petyr « Littlefinger » Baelish (à partir de l'épisode 3)
- Richard Madden (VF : Stéphane Fourreau) : Robb Stark
- Sophie Turner (VF : Kelly Marot) : Sansa Stark
- Maisie Williams (VF : Alice Orsat) : Arya Stark
- Isaac Hempstead-Wright (VF : Valentin Maupin) : Bran Stark
- Jack Gleeson (VF : Thomas Sagols) : Le Prince Joffrey Baratheon
- Alfie Allen (VF : Damien Ferrette) : Theon Greyjoy
- Rory McCann (VF : Guillaume Orsat) : Sandor Clégane / Le Limier
- Peter Dinklage (VF : Constantin Pappas) : Lord Tyrion Lannister
- Iain Glen (VF : Patrick Béthune) : Ser Jorah Mormont
- Jason Momoa (VF : Julien Meunier) : Khal Drogo

### Acteurs récurrents
Au Mur :
- Josef Altin (VF : Philippe Bozo) : Pypar (6 épisodes)
- Mark Stanley (VF : Julien Meunier) : Grenn (6 épisodes)
- Luke McEwan : Rast dit « le Rat » (6 épisodes)
- John Bradley-West (VF : Emmanuel Gradi) : Samwell Tarly (5 épisodes)
- James Cosmo (VF : Yves-Henri Salerne) : Lord Commandant Jeor Mormont (5 épisodes)
- Francis Magee (VF : Patrick Messe) : Yoren (5 épisodes)
- Owen Teale (VF : Paul Borne) : Ser Alliser Thorne (4 épisodes)
- Joseph Mawle (VF : Renaud Marx) : Benjen Stark (3 épisodes)
- Peter Vaughan (VF : Frédéric Cerdal) : Maestre Aemon (3 épisodes)
- Brian Fortune : Othell Yarwyck (2 épisodes)

Dans le Nord :
- Ron Donachie (VF : Sylvain Lemarié) : Ser Rodrik Cassel (9 épisodes)
- Donald Sumpter (VF : Jean-Claude Donda) : Maester Luwin (7 épisodes)
- Susan Brown (VF : Cathy Cerdà) : Septa Mordane (6 épisodes)
- Jamie Sives (VF : Gérard Sergue) : Jory Cassel (5 épisodes)
- Kristian Nairn : Hodor (5 épisodes)
- Natalia Tena (VF : Céline Ronté) : Osha (4 épisodes)
- Art Parkinson (VF : Antoine Fonck) : Rickon Stark (3 épisodes)
- Clive Mantle (VF : Michel Vigné) : Lord Jon « Greatjon » Umber (3 épisodes)
- John Stahl (VF : Achille Orsoni) : Lord Rickard Karstark (1 épisode)

Dans le Sud :
- Jerome Flynn (VF : Richard Leroussel) : Bronn (6 épisodes)
- Charles Dance (VF : Philippe Catoire) : Lord Tywin Lannister (4 épisodes)
- Emun Elliott : Marillion (4 épisodes)
- Kate Dickie (VF : Natacha Muller) : Lady Lysa Arryn (3 épisodes)
- Lino Facioli : Lord Robin Arryn (3 épisodes)
- Ian Gelder : Ser Kevan Lannister (3 épisodes)
- Finn Jones (VF : Paolo Domingo) : Ser Loras Tyrell (2 épisodes)
- Conan Stevens : Ser Gregor Clegane (2 épisodes)
- Brendan McCormack : Ser Vardis Egen (2 épisodes)
- Sibel Kekilli (VF : Nadine Girard) : Shae (2 épisodes)
- Mark Lewis Jones : Shagga (2 épisodes)
- David Bradley (VF : Richard Leblond) : Lord Walder Frey (1 épisode)

À Port-Réal :
- Julian Glover (VF : Jean Lescot) : Grand Maestre Pycelle (8 épisodes)
- Conleth Hill (VF : Alain Flick) : Lord Varys (7 épisodes)
- Ian McElhinney (VF : Olivier Rodier) : Ser Barristan Selmy (6 épisodes)
- Gethin Anthony (VF : Stéphane Pouplard) : Lord Renly Baratheon (5 épisodes)
- Esmé Bianco (VF : Marie Diot) : Ros (5 épisodes)
- Eugene Simon (VF : Nathanel Alimi) : Lancel Lannister (4 épisodes)
- Callum Wharry (VF : Victor Quilichini) : le prince Tommen Baratheon (4 épisodes)
- Aimee Richardson (VF : Bénédicte Bosc) : la princesse Myrcella Baratheon (4 épisodes)
- Dominic Carter : Janos Slynt (3 épisodes)
- Wilko Johnson : Ser Ilyn Payne (3 épisodes)
- Miltos Yerolemou (VF : Michel Mella) : Syrio Forel (3 épisodes)
- Joe Dempsie (VF : Pascal Nowak) : Gendry (2 épisodes)
- Ian Beattie : Ser Meryn Trant (2 épisodes)
- Eros Vlahos (VF : Gabriel Bismuth-Bienaimé) : Lommy Greenhands (1 épisode)
- Ben Hawkey (VF : Jean-Philippe Pertuit) : Tourte Chaude (1 épisode)

À Essos :
- Amrita Acharia (VF : Olivia Nicosia) : Irri (9 épisodes)
- Elyes Gabel (VF : Olivier Augrond) : Rakharo (7 épisodes)
- Roxanne McKee (VF : Sandra Valentin) : Doreah (6 épisodes)
- Dar Salim : Qotho (6 épisodes)
- Mia Soteriou (VF : Anne Plumet) : Mirri Maz Duur (3 épisodes)
- Roger Allam : Maître Illyrio Mopatis (2 épisodes)

## Liste des épisodes

### Épisode 1:L'hiver vient
- États-Unis /  Canada : 17 avril 2011 sur HBO / HBO Canada
- Royaume-Uni : 18 avril 2011 sur Sky Atlantic
- France :
  - 5 juin 2011 sur Orange Cinéchoc[3]
  - 10 janvier 2013 sur Canal+
  - 28 octobre 2013 sur D8
- Québec : 7 août 2011 sur Super Écran[4]
- Belgique :
  - 19 décembre 2011 sur Be 1
  - 24 février 2013 sur La Deux

- États-Unis : 2,22 millions de téléspectateurs[5] (première diffusion)
- France : 1,03 million de téléspectateurs (première diffusion, sur Canal+)[6]
- France : 530 000 téléspectateurs[7] (première diffusion, en clair sur D8)
- Belgique : 206 400 téléspectateurs (première diffusion, en clair sur La Deux)[8]

- Jason Momoa (Khal Drogo)
- Donald Sumpter (Maester Luwin)
- Jamie Sives (Jory Cassel)
- Joseph Mawle (Benjen Stark)
- Roger Allam (Magister Illyrio Mopatis)
- Dar Salim (Qotho)
- Esmé Bianco (Ros)
- Susan Brown (Septa Mordane)
- Bronson Webb (Will)
- John Standing (Lord Jon Arryn)
- Rob Ostlere (Ser Waymar Royce)
- Dermot Keaney (Gared)
- Art Parkinson (Rickon Stark)
- Callum Wharry (Tommen Baratheon)
- Aimee Richardson (Myrcella Baratheon)
- Kristian Nairn (Hodor)
- Rania Zouari (Pentoshi servant)
- Ian Whyte (Dothraki Brute)
- Spencer Wilding (Dothraki Brute)
- Claire Wright (Dothraki Dancer)

Au nord du continent de Westeros, trois frères de la Garde de Nuit, chargée de veiller sur le Mur, effectuent une patrouille au nord de celui-ci lorsqu'ils découvrent un campement jonché de corps de sauvageons démembrés. Ser Waymar Royce et Gared sont alors massacrés par des cadavres revenus à la vie ainsi que par de mystérieux marcheurs blancs. Le plus jeune patrouilleur Will réussit à s’enfuir mais est par la suite arrêté et condamné à mort pour désertion par Eddard Stark, seigneur de Winterfell et gouverneur du Nord. Au moment où sa sentence s’apprête à être exécutée, le déserteur révèle que ce sont les Marcheurs Blancs, des créatures surnaturelles, qui ont tué ses compagnons. En rentrant à Winterfell, les Stark sauvent une portée de six jeunes loups géants qui sont destinés à être élevés par les six enfants (Robb, Sansa, Arya, Bran et Rickon ainsi que le bâtard Jon Snow).
De sombres nouvelles arrivent ensuite de Port-Réal, la capitale des Sept Couronnes : Jon Arryn, ami intime d’Eddard et Main du roi Robert Baratheon, vient de mourir et est enterré en grande pompes. Eddard apprend également que le roi Robert a entrepris un voyage avec sa cour vers Winterfell. La suite royale arrive finalement et les Stark accueillent le roi comme il se doit. Dans les cryptes, Robert annonce à Eddard qu'il compte le nommer Main du Roi. On apprend également que Robert était à l'origine promis à la sœur d'Eddard, Lyanna Stark, mais que cette dernière est morte avant leur mariage. Quand Eddard lui affirme que les assassins de sa sœur, les Targaryen, ont disparu, Robert lui rétorque qu'il en reste encore en vie. Robert propose alors de marier son fils, le prince Joffrey, à la fille aînée d'Eddard, Sansa, afin d'unir leurs deux maisons. Winterfell organise de grandes festivités en l'honneur du roi. 
Pendant ce temps, les descendants en exil des rois Targaryen (renversés par Robert) fomentent leur retour à Westeros par un jeu d’alliance avec les Dothrakis, une tribu de guerriers nomades, depuis la résidence de leur ami Illyrio Mopatis à Pentos, de l’autre côté du détroit sur le continent d'Essos. Dans le cadre de cette alliance, Viserys fait marier sa jeune sœur Daenerys au chef des Dothrakis, le brutal Khal Drogo. Après la cérémonie durant laquelle Illyrio lui offre trois œufs de dragon, Daenerys consomme à contrecœur son mariage.
Alors qu’à Winterfell, les festivités vont bon train durant le séjour du roi, le frère de Ned, Benjen Stark et membre de la Garde de Nuit, convainc le bâtard Jon Snow de l’accompagner au Mur pour devenir l'un de ses membres. Durant la nuit, un message en provenance de Lisa, femme de feu Jon Arryn et réfugiée aux Eyrié, annonce que son mari a été en fait assassiné. Les Stark pensant que les Lannister complotent pour prendre le trône, Ned accepte de devenir la Main du roi.

### Épisode 2:La Route royale
- États-Unis /  Canada : 24 avril 2011 sur HBO / HBO Canada
- Royaume-Uni : 25 avril 2011 sur Sky Atlantic
- France :
  - 12 juin 2011 sur Orange Cinéchoc
  - 10 janvier 2013 sur Canal+
  - 28 octobre 2013 sur D8
- Québec : 14 août 2011 sur Super Écran
- Belgique :
  - 19 décembre 2011 sur Be 1
  - 24 février 2013 sur La Deux

- États-Unis : 2,2 millions de téléspectateurs[9] (première diffusion)
- France : 1,03 million de téléspectateurs (première diffusion, sur Canal+)
- France : 530 000 téléspectateurs[7] (première diffusion, en clair sur D8)
- Belgique : 191 600 téléspectateurs (première diffusion, en clair sur La Deux)[8]

- Jason Momoa (Khal Drogo)
- Donald Sumpter (Maester Luwin)
- Jamie Sives (Jory Cassel)
- Ron Donachie (Ser Rodrik Cassel)
- Joseph Mawle (Benjen Stark)
- Roxanne McKee (Doreah)
- Dar Salim (Qotho)
- Amrita Acharia (Irri)
- Sarita Piotrowski (Jhiqui)
- Wilko Johnson (Ser Ilyn Payne)
- Rhodri Hosking (Mycah)
- Luke McEwan (Rast)
- Lalor Roddy (Assassin)
- Conor Delaney (Lannister guardsman)
- Callum Wharry (Tommen Baratheon)
- Aimee Richardson (Myrcella Baratheon)

Daenerys Targaryen, fraîchement mariée à Khal Drogo, entreprend avec les Dothrakis et son frère le long voyage vers Vaes Dothrak. Afin de mieux satisfaire son mari et de prendre du plaisir à le faire, elle prend des leçons d’amour auprès d'une de ses caméristes. Elle peut compter également sur Jorah Mormont qui lui explique les traditions de son nouveau peuple. Ce dernier a été exilé par Ned Stark après avoir arrêté des braconniers sur ses terres avant de les vendre comme esclaves.
À Winterfell, alors que Bran est dans le coma à la suite de sa chute, Ned prépare son départ pour Port-Réal. Avant de partir, Jon a fait forger une fine épée, "Aiguille", pour sa sœur Arya, qui préfère les armes à la couture qu'affectionne sa sœur, et rend visite à son frère Bran sous le regard hostile de Catelyn. Celle-ci, dévastée par l'état de Bran, ne prend pas part aux adieux à sa famille : Arya et Sansa accompagnent leur père, Jon part vers le nord, au Mur, accompagné de son oncle Benjen et de Tyrion Lannister. Seuls restent à Winterfell Robb, Rickon le benjamin de la famille et Bran. Une fois partis de Winterfell, Ned et Jon font leurs adieux avant de se séparer, l’aîné des Stark promettant de lui parler de sa mère biologique lors de leur prochaine rencontre.
Un soir, à Winterfell, un assassin tente de s'en prendre à Bran toujours dans le coma. Catelyn tente d'intervenir mais c'est finalement Été, le loup de Bran, qui tue l'agresseur en le déchiquetant. Après enquête, Catelyn pense que les Lannister sont responsables des malheurs de son fils, et décide de partir à Port-Réal prévenir son mari des dangers qui le guettent.

### Épisode 3:Lord Snow
- États-Unis : 1er mai 2011 sur HBO
- Canada : 2 mai 2011 sur HBO Canada
- Royaume-Uni : 2 mai 2011 sur Sky Atlantic
- France :
  - 19 juin 2011 sur Orange Cinéchoc
  - 17 janvier 2013 sur Canal+
  - 4 novembre 2013 sur D8
- Québec : 21 août 2011 sur Super Écran
- Belgique :
  - 24 décembre 2011 sur Be 1
  - 3 mars 2013 sur La Deux

- États-Unis : 2,44 millions de téléspectateurs[10] (première diffusion)
- Belgique : 171 000 téléspectateurs (9,5 % de part d’audience) (première diffusion, en clair sur La Deux)[11]

- Jason Momoa (Khal Drogo)
- Conleth Hill (Varys)
- James Cosmo (Jeor Mormont)
- Owen Teale (Ser Alliser Thorne)
- Jamie Sives (Jory Cassel)
- Ian McElhinney (Lord Commander Barristan Selmy)
- Ron Donachie (Ser Rodrik Cassel)
- Joseph Mawle (Benjen Stark)
- Francis Magee (Yoren)
- Julian Glover (Grand Maester Pycelle)
- Gethin Anthony (Lord Renly Baratheon)
- Peter Vaughan (Maester Aemon)
- Miltos Yerolemou (Syrio Forel)
- Margaret John (Old Nan)
- Susan Brown (Septa Mordane)
- Robert Sterne (Steward)
- Mark Stanley (Grenn)
- Josef Altin (Pypar)
- Luke McEwan (Rast)
- Elyes Gabel (Rakharo)
- Amrita Acharia (Irri)
- Eugene Simon (Lancel Lannister)
- Paul Portelli (Drunk Man)
- Nikovich Sammut (Gold Cloak)
- Seamus Kelly (King's Landing Page)
- Emily Diamond (King's Landing Whore)

À peine arrivé à Port-Réal, Eddard Stark est convoqué à une session du Conseil restreint, formé du frère du roi, Lord Renly, de l'eunuque Lord Varys, du Grand Maestre Pycelle et de Lord Petyr « Littlefinger » Baelish. Alors que Renly annonce que son frère a prévu d'organiser un grand tournoi en l'honneur de la Main, Ned découvre par Baelish que la Couronne est fortement endettée, principalement auprès de la Banque de Fer et des Lannister. Juste avant la réunion, il est révélé la raison du surnom de "régicide" pour Jaime Lannister : pendant la guerre, il a tué son roi Aerys Targaryen dans le dos alors que ce dernier faisait brûler tout le monde.
Bien qu'elle arrive secrètement à Port-Réal, Catelyn est emmenée dans un bordel possédé par Baelish où elle retrouve ce dernier et Varys, prévenu de sa venue par son réseau d'espions. Elle leur parle de la tentative d'assassinat contre Bran mais, contre toute attente, Baelish reconnaît immédiatement la dague de l'assassin qui, selon lui, lui avait appartenu avant de l'avoir offerte à Tyrion Lannister. Ned, prévenu par Baelish, retrouve Catelyn au bordel. Le lendemain, Catelyn fait ses adieux à son mari et quitte la capitale.
À Winterfell, Bran, conscient depuis peu, essaie d'accepter son amnésie et son handicap. Au royaume d'Essos, chevauchant sur la longue route qui les emmène elle et son Khal vers Vaes Dothrak, Daenerys Targaryen commence à assumer son rôle de Khaleesi et découvre qu'elle est enceinte. Cependant, la relation avec son frère Viserys devient tendue et ce dernier est puni après s'en être pris à elle. En apprenant la maternité de la Khaleesi, Jorah décide de partir précipitamment pour Qohor en promettant de revenir.
Au Mur, Jon fait connaissance des autres recrues sous le commandement de Ser Alliser Thorne et du lord commandant Jeor Mormont (le père de Jorah). Mais sur place, il fait face à sa difficile condition de bâtard d'un grand seigneur parmi ses futurs frères de la Garde de Nuit qui le surnomment "Lord Snow". En effet, Tyrion explique à Jon qu'il n'est pas meilleur que ses nouveaux « frères d'armes », mais seulement plus chanceux puisqu'il a été entraîné par un maître d'armes, alors que les autres sont tous des orphelins ou des criminels n'ayant jamais porté d'épée avant ce jour. Le bâtard de Winterfell décide alors d'enseigner à ses collègues un véritable entraînement à l'épée. Benjen montre ensuite à Jon la vue du haut du Mur vers les confins du monde. L'homme part bientôt en patrouille mais refuse que son neveu l'accompagne, lui expliquant que tout se gagne au Mur. Tyrion, quant à lui, se fait alerter par mestre Æmon et le Lord Commandant de la Garde Jeor Mormont sur le manque de moyens, besoin d'autant plus urgent que les menaces d'au-delà du Mur semblent fondées. La nuit, Tyrion satisfait son ambition d'uriner depuis le haut de l'édifice, avant de dire au revoir à Jon. Le nain repart dans le sud accompagné de Yoren, qui souhaite recruter de "nouveaux frères" de la garde de nuit à Port-Réal.

### Épisode 4:Infirmes, Bâtards et Choses brisées
- États-Unis : 8 mai 2011 sur HBO
- Canada : 9 mai 2011 sur HBO Canada
- Royaume-Uni : 9 mai 2011 sur Sky Atlantic
- France :
  - 26 juin 2011 sur Orange Cinéchoc
  - 17 janvier 2013 sur Canal+
  - 4 novembre 2013 sur D8
- Québec : 28 août 2011 sur Super Écran
- Belgique :
  - 24 décembre 2011 sur Be 1
  - 3 mars 2013 sur La Deux

- États-Unis : 2,45 millions de téléspectateurs[12] (première diffusion)
- Belgique : 178 700 téléspectateurs (10,1 % de part d’audience) (première diffusion, en clair sur La Deux)[11]

- Jason Momoa (Khal Drogo)
- Donald Sumpter (Maester Luwin)
- Conleth Hill (Varys)
- Jerome Flynn (Bronn)
- Owen Teale (Ser Alliser Thorne)
- Jamie Sives (Jory Cassel)
- Ron Donachie (Ser Rodrik Cassel)
- Francis Magee (Yoren)
- Ian McElhinney (Lord Commander Barristan Selmy)
- Dominic Carter (Janos Slynt)
- Julian Glover (Grand Maester Pycelle)
- Gethin Anthony (Lord Renly Baratheon)
- Emun Elliott (Marillion)
- Susan Brown (Septa Mordane)
- Margaret John (Old Nan)
- John Bradley (II) (Samwell Tarly)
- Mark Stanley (Grenn)
- Josef Altin (Pypar)
- Luke McEwan (Rast)
- Conan Stevens (Gregor Clegane)
- Amrita Acharia (Irri)
- Roxanne McKee (Doreah)
- Kristian Nairn (Hodor)
- Jefferson Hall (Ser Hugh of the Vale)
- Joseph Dempsie (Gendry)
- Andrew Wilde (Tobho Mott)
- Callum Wharry (Tommen Baratheon)
- Aimee Richardson (Myrcella Baratheon)
- Kevin Keenan (Knight of House Whent)
- Patrick Ryan (Bracken Man)
- Ryan McKenna (Knight Harrenhall)
- Susie Kelly (Masha Heddle)

Bran commence à rêver régulièrement d'une corneille à trois yeux. Lors d'un bref passage à Winterfell sur la route de Port-Réal, Tyrion Lannister reçoit un accueil glacial de la part de Rob Stark. Le nain donne cependant à son jeune frère paralysé les plans d'une selle adaptée afin qu'il puisse remonter à cheval.
Au Mur, à Châteaunoir, Jon Snow fraternise enfin avec les autres enrôlés de force dans la Garde de Nuit. Un nouveau venu, Samwell Tarly, est amené, mais il est loin d'avoir l'âme d'un combattant. Corpulent et peureux, Samwell fut envoyé au Mur contre son gré par son père Randyll Tarly, qui préférait le voir mort plutôt que de lui succéder. Snow prend dès lors la défense du nouvel arrivant, mais s'attire une nouvelle fois les foudres de ser Alliser, qui peste d'avoir si peu d'hommes dignes pour défendre la muraille glacée.
Le khalasar de Khal Drogo arrive enfin à Vaes Dothrak et Daenerys Targaryen continue de s'affirmer comme Khaleesi, ce qui énerve son frère Viserys, celui-ci méprisant la tribu barbare. Jorah fait comprendre à Daenerys que son frère ne sera jamais un vrai commandant capable de mener une armée vers Westeros.
Eddard Stark, officiellement Main du roi, gère les affaires courantes de Port-Réal, mais commence à envisager la possibilité que son prédécesseur ait été empoisonné. Arya discute avec son père mais ne souhaite guère devenir une princesse. À contrario, Sansa se languit de son beau prince et redoute que l'incident de la route royale n'ait ruiné leur relation. À la recherche des causes de la mort de Jon Aryn, Eddard découvre de Littlefinger que son ancien écuyer Hugh du Val a été mystérieusement adoubé chevalier après la mort de son maître, et que Lord Aryn se rendait souvent chez un forgeron de la ville. Jory, capitaine de la garde d'Eddard, tente de parler à Hugh mais ce dernier refuse, trop occupé à la prochaine joute à laquelle il doit participer. Eddard et Jory se rendent alors chez le forgeron et Ed découvre un jeune garçon nommé Gendry, habile apprenti, qui n'est autre que le fils bâtard du roi Robert. La joute débute mais du Val est tué par son adversaire surnommé La Montagne, un des hommes des Lannister. Baelish raconte à Sansa que La Montagne - de son vrai nom Gregor Clegane - a brûlé son frère Le Limier quand ils étaient plus jeunes, d'où les cicatrices de ce dernier.

### Épisode 5:Le Loup et le Lion
- États-Unis : 15 mai 2011 sur HBO
- Canada : 16 mai 2011 sur HBO Canada
- Royaume-Uni : 16 mai 2011 sur Sky Atlantic
- France :
  - 3 juillet 2011 sur Orange Cinéchoc
  - 24 janvier 2013 sur Canal+
  - 11 novembre 2013 sur D8
- Québec : 4 septembre 2011 sur Super Écran
- Belgique :
  - 2 janvier 2012 sur Be 1
  - 10 mars 2013 sur La Deux

- États-Unis : 2,58 millions de téléspectateurs[13] (première diffusion)
- Belgique : 164 200 téléspectateurs (8,7 % de part d’audience) (première diffusion, en clair sur La Deux)[14]

- Donald Sumpter (Maester Luwin)
- Conleth Hill (Varys)
- Jamie Sives (Jory Cassel)
- Ron Donachie (Ser Rodrik Cassel)
- Jerome Flynn (Bronn)
- Francis Magee (Yoren)
- Ian McElhinney (Lord Commander Barristan Selmy)
- Kate Dickie (Lysa Arryn)
- Julian Glover (Grand Maester Pycelle)
- Gethin Anthony (Lord Renly Baratheon)
- Roger Allam (Magister Illyrio Mopatis)
- Emun Elliott (Marillion)
- Finn Jones (Ser Loras Tyrell)
- Conan Stevens (Gregor Clegane)
- Ciaran Bermingham (Mord)
- Susan Brown (Septa Mordane)
- Esmé Bianco (Ros)
- Jefferson Hall (Ser Hugh of the Vale)
- Lino Facioli (Robin Arryn)
- Brendan McCormack (Ser Vardis Egen)
- Robert Sterne (Steward)
- Alan Paris (Gold Cloak)
- Kevin Keenan (Knight of House Whent)
- Ryan McKenna (Knight Harrenhall)
- Eugene Simon (Lancel Lannister)
- Antonia Christopher (Mhaegen)
- Emily Diamond (King's Landing Whore)
- Callum Wharry (Tommen Baratheon)
- Aimee Richardson (Myrcella Baratheon)

Catelyn Stark mène Tyrion Lannister vers la demeure de sa sœur aux Eyrié pour qu'il y soit jugé. En chemin, une attaque de brigands la force à libérer le gnome qui prend part au combat et sauve même Lady Stark. Une fois arrivés aux Eyrié, une forteresse juchée sur un massif montagneux, tous constatent que la veuve de Jon Arryn sombre dans la folie et la peur de la maison Lannister ; elle accepte cependant de mener le procès pour son fils de huit ans, qu'elle allaite encore. Tyrion se retrouve alors enfermé dans une prison ouvrant sur une falaise.
À Winterfell, Bran apprend l'histoire de Westeros auprès de mestre Luwin mais le jeune infirme reproche l'absence de sa mère. L'accompagne régulièrement Theon Grejoy, de la famille des Îles de fer et pupille de Stark, confidences qu'il fait à Ros, une prostituée notoire du Nord.
Dans la capitale, le tournoi continue et laisse exploser la brutalité de ser Gregor Clegane quand il perd face au jeune Loras Tyrell - amant caché de Renly Baratheon. Loras est cependant sauvé par l'intervention du limier, toujours rancunier envers son frère. De son côté, Eddard Stark découvre en partie les secrets de la mort de son prédécesseur par Varys : il est mort empoisonné, vraisemblablement par son écuyer, adoubé depuis, mais mort durant le tournoi. Selon Varys, Jon Arryn a été empoisonné car il commençait à poser certaines questions. Arya, perdue dans le château, surprend une conversation secrète entre Illiryo et Varys dans les oubliettes à propos de la guerre prochaine entre les Stark et les Lannister, ainsi que celle contre les Dothraki. En effet, la nouvelle de la grossesse de Daenerys - information émanant de Jorah Mormont espionnant également pour Varys - est arrivée aux oreilles du conseil, et le roi Robert veut frapper fort en tuant la princesse et l'enfant qu'elle porte. Mais Eddard refuse de cautionner un tel acte et rend son poste. Au même moment, il reçoit la visite de Yoren venu chercher des hommes à enrôler pour la Garde de nuit, et lui annonce qu'il a assisté à la capture de Tyrion par sa femme.

### Épisode 6:Une couronne dorée
- États-Unis : 22 mai 2011 sur HBO
- Canada : 23 mai 2011 sur HBO Canada
- Royaume-Uni : 23 mai 2011 sur Sky Atlantic
- France :
  - 10 juillet 2011 sur Orange Cinéchoc
  - 24 janvier 2013 sur Canal+
  - 11 novembre 2013 sur D8
- Québec : 11 septembre 2011 sur Super Écran
- Belgique :
  - 2 janvier 2012 sur Be 1
  - 10 mars 2013 sur La Deux

- États-Unis : 2,44 millions de téléspectateurs[15] (première diffusion)
- Belgique : 167 500 téléspectateurs (8,9 % de part d’audience) (première diffusion, en clair sur La Deux)[14]

- Jason Momoa (Khal Drogo)
- Jerome Flynn (Bronn)
- Ron Donachie (Ser Rodrik Cassel)
- Ian McElhinney (Lord Commander Barristan Selmy)
- Finn Jones (Ser Loras Tyrell)
- Kate Dickie (Lysa Arryn)
- Julian Glover (Grand Maester Pycelle)
- Gethin Anthony (Lord Renly Baratheon)
- Emun Elliott (Marillion)
- Miltos Yerolemou (Syrio Forel)
- Ciaran Bermingham (Mord)
- Susan Brown (Septa Mordane)
- Natalia Tena (Osha)
- Lino Facioli (Robin Arryn)
- Esmé Bianco (Ros)
- Amrita Acharia (Irri)
- Roxanne McKee (Doreah)
- Kristian Nairn (Hodor)
- Brendan McCormack (Ser Vardis Egen)
- Elyes Gabel (Rakharo)
- Dar Salim (Qotho)
- Eugene Simon (Lancel Lannister)
- Amira Ghazella (Dosh Khaleen Crone)
- Niall Cusack (Riverlands Petitioner)
- Stephen Don (Stiv)
- Paddy Rocks (Knight of the Vale)
- Barrington Cullen (Older Knight of the Vale)
- Barry O'Connor (Night's Watch Deserter)
- David Michael Scott (Lord Beric Dondarrion)

L'attaque de Jaimie Lannister à l'encontre de Ned Stark souffle le vent de la guerre jusqu'à Winterfell, où l'aîné des fils Stark est de plus en plus préoccupé. Bran est plus soucieux de ses rêves récurrents, mais se console avec sa nouvelle selle, jusqu'à être attaqué par des Sauvageons en maraude, mis en déroute par Robb et Théon. Une sauvageonne du nom d'Osha est capturée et faite prisonnière. Ros, la prostituée favorite de Theon Greyjoy, quitte Winterfell pour aller travailler à Port-Réal.
Aux Eyrié, Tyrion Lannister parvient à obtenir un procès et fait en sorte que ce soit un duel judiciaire, finalement remporté par son champion, le mercenaire Bronn. Si Catelyn accepte stoïquement, Lysa est furieuse. Tyrion peut donc quitter les Eyrié libre, accompagné de Bronn.
Au palais, Robert rétablit Eddard dans ses fonctions de Main du roi pendant qu'il part chasser, laissant Cersei ruminer sa colère contre Ned ; tous sont conscients que tant que les Stark et les Lannister sont en conflit, les Sept Couronnes ne peuvent connaître la stabilité. Eddard, lors de doléances, prend cependant une décision drastique en désavouant ser Gregor Clegane, alias la Montagne, en faisant de lui un traître à la couronne à la suite d'actes de maraudage dans le Conflans. Il fait aussi envoyer un message à Tywin Lannister pour qu'il vienne à Port-Réal afin de répondre aux crimes de ses hommes. Joffrey s'éprend finalement de Sansa et lorsqu'Eddard prend la décision de renvoyer ses filles à Winterfell pour leur sécurité, elles refusent : Arya souhaite parachever son maniement de l'épée et Sansa rétorque qu'elle est amoureuse de son prince et souhaite avoir des enfants blonds comme lui. Intrigué par ces dernières paroles, Ed comprend alors que Joffrey ne peut être le fils du roi, tous les Baratheon ayant les cheveux bruns.

### Épisode 7:Gagner ou mourir
- États-Unis : 23 mai 2011 sur HBO Go[16]
- États-Unis : 29 mai 2011 sur HBO
- Canada : 30 mai 2011 sur HBO Canada
- Royaume-Uni : 30 mai 2011 sur Sky Atlantic
- France :
  - 17 juillet 2011 sur Orange Cinéchoc
  - 31 janvier 2013 sur Canal+
  - 18 novembre 2013 sur D8
- Québec : 18 septembre 2011 sur Super Écran
- Belgique :
  - 9 janvier 2012 sur Be 1
  - 17 mars 2013 sur La Deux

- États-Unis : 2,4 millions de téléspectateurs[17] (première diffusion)
- Belgique : 165 100 téléspectateurs (9,1 % de part d’audience) (première diffusion, en clair sur La Deux)[18]

- Jason Momoa (Khal Drogo)
- Donald Sumpter (Maester Luwin)
- Conleth Hill (Lord Varys)
- James Cosmo (Jeor Mormont)
- Owen Teale (Ser Alliser Thorne)
- Charles Dance (Tywin Lannister)
- Ian McElhinney (Ser Barristan Selmy)
- John Bradley (II) (Samwell Tarly)
- Peter Vaughan (Maester Aemon)
- Julian Glover (Grand Maester Pycelle)
- Gethin Anthony (Lord Renly Baratheon)
- Dominic Carter (Janos Slynt)
- Natalia Tena (Osha)
- Esmé Bianco (Ros)
- Mark Stanley (Grenn)
- Josef Altin (Pyp)
- Luke McEwan (Rast)
- Amrita Acharia (Irri)
- Roxanne McKee (Doreah)
- Elyes Gabel (Rakharo)
- Dar Salim (Qotho)
- Robert Sterne (Small Council Steward)
- Simon Lowe (Wine Merchant)
- Sahara Knite (Armeca)
- Graham Charles (Acteur)
- Brian Fortune (Night’s Watch Officer)
- Joffrey O'Brien (Acteur)
- Dennis McKeever (Acteur)
- Phil Dixon (Acteur)
- Tristan Mercieca (Acteur)

Le vieux Tywin Lannister a reçu le message de Ned Stark, et en profite pour refaire la leçon à son fils Jaime tout en promettant des actes de représailles pour sauver l'honneur de la famille et projetant l'avenir proche des Lannister en prenant le pouvoir. Ainsi, Tywin envoie son fils assiéger Vivesaigues, place forte des Tully (la maison d'origine de Catelyn). À Port-Réal, Eddard Stark confronte la reine à propos de la parenté de ses enfants et apprend de la bouche de Cersei Lannister que ses enfants sont de Jaime, chose qu'on ne leur reprocherait pas s'ils s’appelaient Targaryen. La Main lui offre une échappatoire en lui donnant une courte période pour quitter Port-Réal. Entre-temps, il apprend que Robert a été grièvement blessé par un sanglier lors de sa partie de chasse et se meurt. Sur son lit de mort, Robert fait d'Eddard le protecteur du royaume et régent du trône en attendant la majorité de Joffrey. Baelish qui vient d'embaucher Ros dans son bordel lui dévoile une partie de sa personnalité.
Au Mur, le cheval de Benjen revient à Châteaunoir, seul sans son maître. Le patrouilleur est déclaré mort. Jon Snow doit prononcer ses vœux de membre de la Garde de Nuit et s'attend à être désigné patrouilleur, mais il est affecté à l'intendance personnelle du Lord Commandant. S'il y voit une insulte à ses talents de combattant de la part de Thorne, Samwell Tarly croit que Mormont veut le former à prendre le commandement de la Garde. À peine a-t-il prêté serment que son loup, Fantôme, ramène une main humaine à Jon, laissant penser que son oncle est en danger.
À Winterfell, la captive sauvageonne explique à Mestre Luwin qu'elle fuit au sud du Mur pour échapper au réveil des Marcheurs Blancs.
À Vaes Dothrak, Daenerys fait tout pour convaincre son époux d'attaquer Port-Réal, mais celui-ci n'y voit aucun intérêt. Il faudra que Daenerys échappe à une tentative d'empoisonnement, orchestrée par le conseil restreint mais déjouée par Jorah Mormont, pour que Khal Drogo se décide à prendre les armes pour offrir à son fils à venir le trône qui lui revient.

### Épisode 8:Frapper d'estoc
- États-Unis : 5 juin 2011 sur HBO
- Canada : 6 juin 2011 sur HBO Canada
- Royaume-Uni : 6 juin 2011 sur Sky Atlantic
- France :
  - 24 juillet 2011 sur Orange Cinéchoc
  - 31 janvier 2013 sur Canal+
  - 18 novembre 2013 sur D8
- Québec : 25 septembre 2011 sur Super Écran
- Belgique :
  - 9 janvier 2012 sur Be 1
  - 17 mars 2013 sur La Deux

- États-Unis : 2,72 millions de téléspectateurs[19] (première diffusion)
- Belgique : 176 900 téléspectateurs (10 % de part d’audience) (première diffusion, en clair sur La Deux)[18]

- Jason Momoa (Khal Drogo)
- Donald Sumpter (Maester Luwin)
- Conleth Hill (Lord Varys)
- Jerome Flynn (Bronn)
- James Cosmo (Jeor Mormont)
- Owen Teale (Ser Alliser Thorne)
- Ron Donachie (Rodrik Cassel)
- Charles Dance (Tywin Lannister)
- Ian McElhinney (Ser Barristan Selmy)
- John Bradley (II) (Samwell Tarly)
- Julian Glover (Grand Maester Pycelle)
- Miltos Yerolemou (Syrio Forel)
- Kate Dickie (Lysa Arryn)
- Dominic Carter (Janos Slynt)
- Natalia Tena (Osha)
- Susan Brown (Septa Mordane)
- Clive Mantle (Greatjon Umber)
- Mark Stanley (Grenn)
- Josef Altin (Pyp)
- Luke McEwan (Rast)
- Mark Lewis Jones (Shagga)
- Mia Soteriou (Mirri Maz Duur)
- Amrita Acharia (Irri)
- Roxanne McKee (Doreah)
- Kristian Nairn (Hodor)
- Elyes Gabel (Rakharo)
- Dar Salim (Qotho)
- Robert Sterne (Small Council Steward)
- Ian Gelder (Kevan Lannister)
- Lino Facioli (Robert "Robin" Arryn)
- Art Parkinson (Rickon Stark)
- Ian Beattie (Meryn Trant)
- Simon Stewart (Lannister Messenger)
- Matthew Scurfield (Steward of House Stark)
- Frank O'Sullivan (Man of the Night's Watch)
- Brian Fortune (Night’s Watch Officer)
- Chris Gallagher (II) (Lannister Scout)
- Rick Burn (Stark guard)
- Hugo Culverhouse (Stableboy)

Alors que Lord Eddard Stark vient d'être envoyé au cachot, Cersei Lannister ordonne l'assassinat de la maisonnée Stark, à l'exception des filles du Gouverneur du Nord. Arya parvient à s'échapper du château grâce à Syrio (tué par Meryn Trant), mais sa sœur Sansa est faite prisonnière par la reine qui l'oblige à reconnaître la culpabilité de son père, malgré ses suppliques. Prévenu de l'arrestation de son père, Robb Stark met en branle les armées du Nord et décide de marcher sur Port-Réal, laissant la garde de Winterfell à son frère Bran.
Au Mur, alors que deux compagnons de Benjen sont retrouvés morts, Jon est mis au courant de la « trahison » de son père à la capitale et est consigné dans sa cellule. Mais une fois la nuit venue, l'un des morts ramenés au château revient à la vie avec des yeux bleus. Alerté par son loup, Jon détruit le mort vivant et sauve la vie du lord Commander. La preuve est faite que les marcheurs blancs peuvent ranimer les morts.
Dans le Val d'Arryn, Tyrion et Bronn sont capturés par des sauvages. Tyrion leur promet la souveraineté sur le Val en échange de leur soutien. Ensemble, ils rejoignent l'armée de Tywin Lannister qui part en guerre contre Robb Stark. Toujours aux Eyrié, Catelyn Stark est furieuse que sa sœur Lysa ait caché les informations reçues de Port-Réal, et refuse d'intervenir dans la guerre au côté des Stark. Ainsi, Catelyn quitte les Eyrié pour rejoindre l'armée de son fils. Alors que l'armée de Robb se prépare à la première bataille face à Tywin, un éclaireur Lannister est capturé, mais libéré par l’aîné des Stark avec un message destiné à l'ennemi.
De l'autre côté du Détroit, les Dothraki pillent un village pour financer la campagne contre les sept royaumes. Daenerys, horrifiée par les viols commis par les soldats, décide de prendre le parti de ces femmes esclaves. Khal Drogo, impressionné, la suit, mais il est défié par un de ses lieutenants qui ne l'entend pas ainsi. Khal Drogo le tue en duel mais non sans avoir subi une blessure profonde. Daenerys, inquiète, obtient du Khal qu'une guérisseuse parmi les esclaves épargnés, Mirri Maz Duur, le soigne, au grand dam des guerriers Dothraki.

### Épisode 9:Baelor
- États-Unis : 12 juin 2011 sur HBO
- Canada : 13 juin 2011 sur HBO Canada
- Royaume-Uni : 13 juin 2011 sur Sky Atlantic
- France :
  - 31 juillet 2011 sur Orange Cinéchoc
  - 7 février 2013 sur Canal+
  - 25 novembre 2013 sur D8
- Québec : 2 octobre 2011 sur Super Écran
- Belgique :
  - 16 janvier 2012 sur Be 1
  - 24 mars 2013 sur La Deux

- États-Unis : 2,66 millions de téléspectateurs[20] (première diffusion)
- Belgique : 169 400 téléspectateurs (9,2 % de part d’audience, en clair sur La Deux) (première diffusion)[21]

- Jason Momoa (Khal Drogo)
- Conleth Hill (Lord Varys)
- Jerome Flynn (Bronn)
- James Cosmo (Jeor Mormont)
- Ron Donachie (Rodrik Cassel)
- Charles Dance (Tywin Lannister)
- Francis Magee (Yoren)
- John Bradley (II) (Samwell Tarly)
- Julian Glover (Grand Maester Pycelle)
- Peter Vaughan (Maester Aemon)
- Sibel Kekilli (Shae)
- David Bradley (Walden Frey)
- Clive Mantle (Greatjon Umber)
- Wilko Johnson (Ser Ilyn Payne)
- Mark Stanley (Grenn)
- Josef Altin (Pyp)
- Luke McEwan (Rast)
- Mark Lewis Jones (Shagga)
- Mia Soteriou (Mirri Maz Duur)
- Amrita Acharia (Irri)
- Roxanne McKee (Doreah)
- Elyes Gabel (Rakharo)
- Dar Salim (Qotho)
- Ian Gelder (Kevan Lannister)
- Edward Mercieca (Baker)
- Marcus Lamb (Night Watchman)
- Colin Carnegie (Acteur)
- Bryan McCaugherty (Acteur)
- Stephen Grech (Acteur)

L'armée de Robb Stark arrive aux Jumeaux, un pont bordé de deux tours, place forte du tyrannique Walder Frey. Ce dernier, censé faire allégeance aux Tully, refuse initialement de les laisser passer, mais change d'avis par l'entremise de Catelyn Tully, à condition que Arya épouse plus tard son jeune fils, et que Robb épouse l'une de ses filles après la guerre, ce que ce dernier accepte à contrecœur. L'armée traverse alors le pont.
Au Mur, le Lord commandant Mormont de la garde de nuit offre à Jon Snow une somptueuse épée en acier valyrien nommée « Grand-Griffe », en remerciement de lui avoir sauvé la vie. L'arme, transmise de génération en génération dans sa famille, devait jadis revenir à Jorah Mormont, son fils déchu. Peu après, Jon apprend de Sam que son frère Robb est parti guerroyer dans le sud. Plus tard, Mestre Aemon convoque Jon sur le choix qu'il a à prendre. Le vieil aveugle lui révèle alors sa véritable identité : Aemon Targaryen, oncle du roi fou Aerys (père de Daenerys). Aemon a décidé de rester à la garde de nuit malgré la mort de ses proches renversés du Trône de fer. Aussi conseille-t-il à Jon de bien réfléchir quant à sa décision de rester ou de rejoindre son frère, car c'est un choix à vie.
De l'autre côté du Détroit, Khal Drogo est mourant car sa blessure à la poitrine s'est infectée. Daenerys Targaryen décide de faire intervenir à nouveau la sorcière Mirri Maz Duur et accepte de faire appel à la magie du sang pour le sauver. Répudiée par son peuple et sur le point d'accoucher, elle s'évanouit après que Jorah a tué un sang-coureur de Khal Drogo.
L'armée de Tywin Lannister se prépare à la bataille et il est décidé de placer Tyrion et les brigands à l'avant-garde. Le soir précédent la bataille, Tyrion et Bronn passent la soirée avec une prostituée du nom de Shae. Le lendemain, l'armée de Tywin se lance dans la bataille, mais Tyrion est assommé accidentellement par l'un de ses hommes. À son réveil, il apprend que Tywin est victorieux, mais qu'il n'y avait que 2 000 hommes en face. En réalité, cette bataille n'était qu'une diversion stratégique mise en place par Robb pour se concentrer avec ses 18 000 hommes restants sur la reprise de Vivesaigues alors assiégée par Jaime Lannister. Non seulement Robb remporte une grande victoire, mais a capturé le Régicide afin de l'utiliser comme monnaie d'échange.
- L'épisode marque le départ du casting de Sean Bean qui jouait le principal premier rôle.
- L'épisode est considéré comme le meilleur de la saison et l'un des meilleurs de la série. Cela est principalement dû au retournement de situation inattendu en fin d'épisode marquée par la mort du principal "héros" de la série ainsi que la mise en scène de cette scène.

### Épisode 10:De feu et de sang
- États-Unis /  Canada : 19 juin 2011 sur HBO / HBO Canada
- Royaume-Uni : 20 juin 2011 sur Sky Atlantic
- France :
  - 7 août 2011 sur Orange Cinéchoc
  - 7 février 2013 sur Canal+
  - 25 novembre 2013 sur D8
- Québec : 9 octobre 2011 sur Super Écran
- Belgique :
  - 16 janvier 2012 sur Be 1
  - 24 mars 2013 sur La Deux

- États-Unis : 3,04 millions de téléspectateurs[22] (première diffusion)
- Belgique : 174 300 téléspectateurs (9,2 % de part d’audience) (première diffusion, en clair sur La Deux)[21]

- Donald Sumpter (Maester Luwin)
- Conleth Hill (Lord Varys)
- Jerome Flynn (Bronn)
- James Cosmo (Lord Commander Jeor Mormont)
- Ron Donachie (Ser Rodrik Cassel)
- Charles Dance (Lord Tywin Lannister)
- Francis Magee (Yoren)
- John Bradley (II) (Samwell Tarly)
- Julian Glover (Grand Maester Pycelle)
- Emun Elliott (Marillion)
- Sibel Kekilli (Shae)
- Natalia Tena (Osha)
- Esmé Bianco (Ros)
- Clive Mantle (Jon "Greatjon" Umber)
- Wilko Johnson (Ser Ilyn Payne)
- Mark Stanley (Grenn)
- Josef Altin (Pypar)
- Mia Soteriou (Mirri Maz Duur)
- Amrita Acharia (Irri)
- Elyes Gabel (Rakharo)
- Ian Gelder (Ser Kevan Lannister)
- Kristian Nairn (Hodor)
- Eugene Simon (Lancel Lannister)
- Joseph Dempsie (Gendry)
- Ben Hawkey (Hot Pie)
- Eros Vlahos (Lommy Greenhands)
- Art Parkinson (Rickon Stark)
- Ian Beattie (Ser Meryn Trant)
- Steven Blount (Acteur)
- Gerry O'Brien (Jonos Bracken)
- Vinnie McCabe (Rickard Karstark)
- B.J. Hogg (Acteur)
- Faolan Morgan (Acteur)
- Jason Momoa (Khal Drogo)

Arya est emmené par Yoren hors de la ville, avant de faire route vers le Mur avec ses trouvailles des geôles de la capitale, parmi eux un certain Tourte-Chaude et Gendry, fils bâtard de Robert Baratheon.
À Winterfell, Osha au service de Bran, amène ce dernier dans la crypte ; le garçon explique que la sœur de Ned, Lyanna Stark, promise à Robert, avait été enlevée par Rhaegar Targaryen. Robert guerroya pour la retrouver et tua son ennemi, mais elle ne survécut pas. Rickon est également dans la crypte, ayant comme son frère, rêvé que leur père s'y trouvait. Peu après, Mestre Luwin leur apporte la terrible nouvelle.
La mort de Ned Stark se répand rapidement. Robb et Catelyn crient vengeance contre les Lannister. Mais las de voir autant de prétendus au trône - Renly, Stannis, Joffrey - les bannerets décident de proclamer Robb roi du Nord. Catelyn rend ensuite visite à Jaime Lannister, qui lui avoue qu'il a balancé Bran du haut de la tour à Winterfell.
La nouvelle de la capture de Jaime, tout comme celle les déclarations de guerre des frères Baratheon, arrivent chez les Lannister. Tywin part avec son armée et Gregor Clegane à Harrenhal pour attaquer la région de Vivesaigues dans le Conflans, tandis qu'il charge son fils, Tyrion, de se rendre à Port-Réal afin de gouverner en tant que main du roi à sa place, au vu des décisions désastreuses du jeune roi, et de l'incapacité de sa mère à le contrôler. Tyrion a également ordre de ne pas amener Shae avec lui, mais c'est sans compter la ruse du nain. Sansa, quant à elle, est condamnée à vivre aux côtés du souverain tyrannique, bien décidé à l'humilier et à la torturer. Seul Sandor Cleagane semble se prendre d'affection pour la jeune femme.
Au Mur, Jon manque de déserter en apprenant la nouvelle de l'exécution de son père, mais il renonce grâce à ses camarades qui lui rappellent son serment d'allégeance. Le Lord Commandant Jeor Mormont lui rappelle à son tour que la menace au-delà du Mur qui semble se confirmer, prime sur toutes guerres pour la prise du trône de fer. Il ordonne que lui, son loup et toutes les forces disponibles de la Garde de Nuit partent en expédition au-delà du Mur.